# Jacqueline Goormachtigh
Romane Jacqueline Elisabeth (Jacqueline) Goormachtigh (Dordrecht, 28 februari 1970) is een Nederlandse voormalige discuswerpster. Ze is tienvoudig Nederlands kampioene discuswerpen. Ze nam eenmaal deel aan de Olympische Spelen en behoort nog altijd tot de beste discuswerpers van Nederland. Op de Nederlandse ranglijst aller tijden staat zij met haar beste worp van 63,86 m uit 1998 nog altijd op de vierde plaats (peildatum november 2024). 

## Loopbaan
Haar grootste succes behaalde Goormachtigh in 1989 in het Joegoslavische Varaždin, waar ze op het Europees kampioenschap voor junioren met een worp van 57,02 m een bronzen medaille veroverde. Ze eindigde hiermee achter de Oost-Duitse atletes Astrid Kumbernuss en Jana Lauren. Als persoon maakte ze bovendien zoveel indruk, dat zij na afloop van het toernooi door de verzamelde journalisten werd uitgeroepen tot "miss EJK".
In 1992 wierp ze 10 cm te weinig voor een A-limiet en ondanks haar jonge leeftijd mocht ze niet deelnemen aan de Olympische Spelen van Barcelona.
Goormachtigh deed in haar carrière tweemaal mee aan het WK discuswerpen. Op de wereldkampioenschappen van 1993 werd ze in de voorrondes uitgeschakeld met 58,74 en op de WK van 1995 met 57,82. Dat jaar werd ze ook verkozen tot sportvrouw van het jaar.
Jacqueline Goormachtigh vertegenwoordigde Nederland ook op de Olympische Spelen van Atlanta in 1996. Met een worp van 58,74 in de kwalificatieronde drong ze niet door tot de finale. In 2000 miste ze in het geheel de Olympische Spelen van Sydney. "Door de naweeën van het olympisch jaar en gebrek aan sponsoren heb ik het plezier in de sport verloren". In 2001 zette ze een punt achter haar sportcarrière.
Ze was ooit uitsmijter in een Rotterdamse discotheek en in april 1996 poseerde ze in het maandblad Playboy. Ze is aangesloten bij atletiekvereniging PAC. Atlete Alida van Daalen is haar dochter.

## Nederlandse kampioenschappen
Outdoor
| Onderdeel    | Jaar                                                       |
| ------------ | ---------------------------------------------------------- |
| discuswerpen | 1989, 1990, 1991, 1992, 1993, 1994, 1996, 1997, 1999, 2000 |

Indoor
| Onderdeel   | Jaar |
| ----------- | ---- |
| kogelstoten | 1993 |

## Persoonlijke records
| Onderdeel             | Prestatie | Datum            | Plaats   |
| --------------------- | --------- | ---------------- | -------- |
| discuswerpen          | 63,86 m   | 2 mei 1998       | Lisse    |
| kogelstoten (outdoor) | 17,77 m   | 16 mei 1993      | Vught    |
| kogelstoten (indoor)  | 17,24 m   | 27 februari 1993 | Den Haag |

## Palmares

### discuswerpen
- 1989:  EJK - 57,02 m
- 1989:  NK - 52,72 m
- 1990:  NK - 55,02 m
- 1991:  NK - 59,34 m
- 1992:  NK - 58,88 m
- 1993:  NK - 57,98 m
- 1994:  NK - 57,10 m
- 1995:  NK - 58,00 m
- 1996:  Europacup B - 61,54 m
- 1996:  NK - 60,80 m
- 1996: 11e in kwal. OS - 58,74 m
- 1997:  Europacup B - 56,38 m
- 1997:  NK - 58,98 m
- 1998:  NK - 63,08 m
- 1999:  NK - 59,05 m
- 2000:  NK - 58,94 m

### kogelstoten
- 1989:  NK - 15,08 m
- 1990:  NK - 15,95 m
- 1991:  NK indoor - 15,49 m
- 1991:  NK - 16,00 m
- 1992:  NK - 15,77 m
- 1993:  NK indoor - 17,24 m
- 1993:  Europacup C - 17,65 m
- 1993:  NK - 17,15 m
- 1994:  Europacup B - 16,98 m
- 1995:  Europacup B - 16,78 m
- 1997:  NK indoor - 16,66 m
- 1998:  NK indoor - 17,01 m
- 2000:  NK indoor - 15,18 m

## Onderscheidingen
- KNAU jeugdatlete van het jaar (Fanny Blankers-Koen plaquette) - 1989
- Rotterdams sportvrouw van het jaar - 1993